# Limnophila
Genre
Synonymes
- Burmolimnophila Podenas & Poinar, 2009
- Heterolimnophila Meunier, 1906
- Heteropoecilostola Meunier 1899
- Limnephila Blanchard, 1845
- Limnomya Rondani, 1861
- Limnophis Blanchard, 1845
- Poecilostola Schiner, 1863

Limnophila est un genre d'insectes diptères de la famille des Limoniidae.

## Classification
Le genre Limnophila est décrit par Pierre Justin Marie Macquart en 1834,,.

### Synonymes
Ce genre a de nombreux synonymes : 
- Burmolimnophila Podenas & Poinar, 2009
- Heterolimnophila Meunier, 1906
- Heteropoecilostola Meunier 1899
- Limnephila Blanchard, 1845
- Limnomya Rondani, 1861
- Limnophis Blanchard, 1845
- Poecilostola Schiner, 1863

## Espèces et sous-genres
Il y a plus de 280 espèces décrites dans le genre Limnophila,,,,. Les membres de cette famille étaient auparavant dans une sous-famille de la famille des Tipulidae,,,,.

## Espèces fossiles
Selon Paleobiology Database en 2023, ce genre a seize espèces fossiles :
- †Limnophila brevipetiolata Meunier 1906
- †Limnophila calcarea Piton et Théobald 1939
- †Limnophila elegans Théobald 1937
- †Limnophila furcata Giebel 1856
- †Limnophila longipes Macquart 1834
- †Limnophila marklae Wighton 1980
- †Limnophila montana Osten Sacken 1860
- †Limnophila pterotrichia Statz 1934
- †Limnophila rhenana Meunier 1923
- †Limnophila rogersii Scudder 1894
- †Limnophila samlandica Alexander 1931
- †Limnophila skwarrae Alexander 1931
- †Limnophila statzi Evenhuis 1994
- †Limnophila umbonata Statz 1944
- †Limnophila vasta Scudder 1894
- †Limnophila veterana Statz 1934[2]

## Galerie

Quelques espèces vivantes du genre Limnophila.
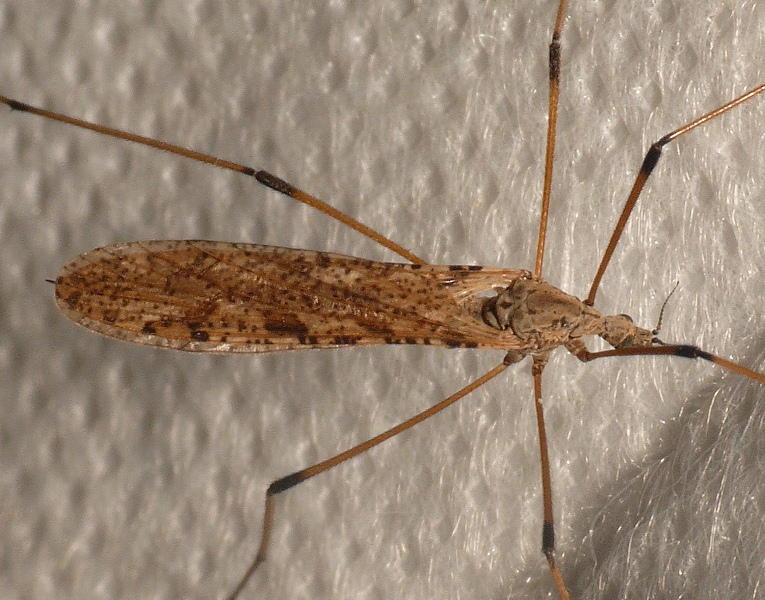
Limnophila pictipennis.
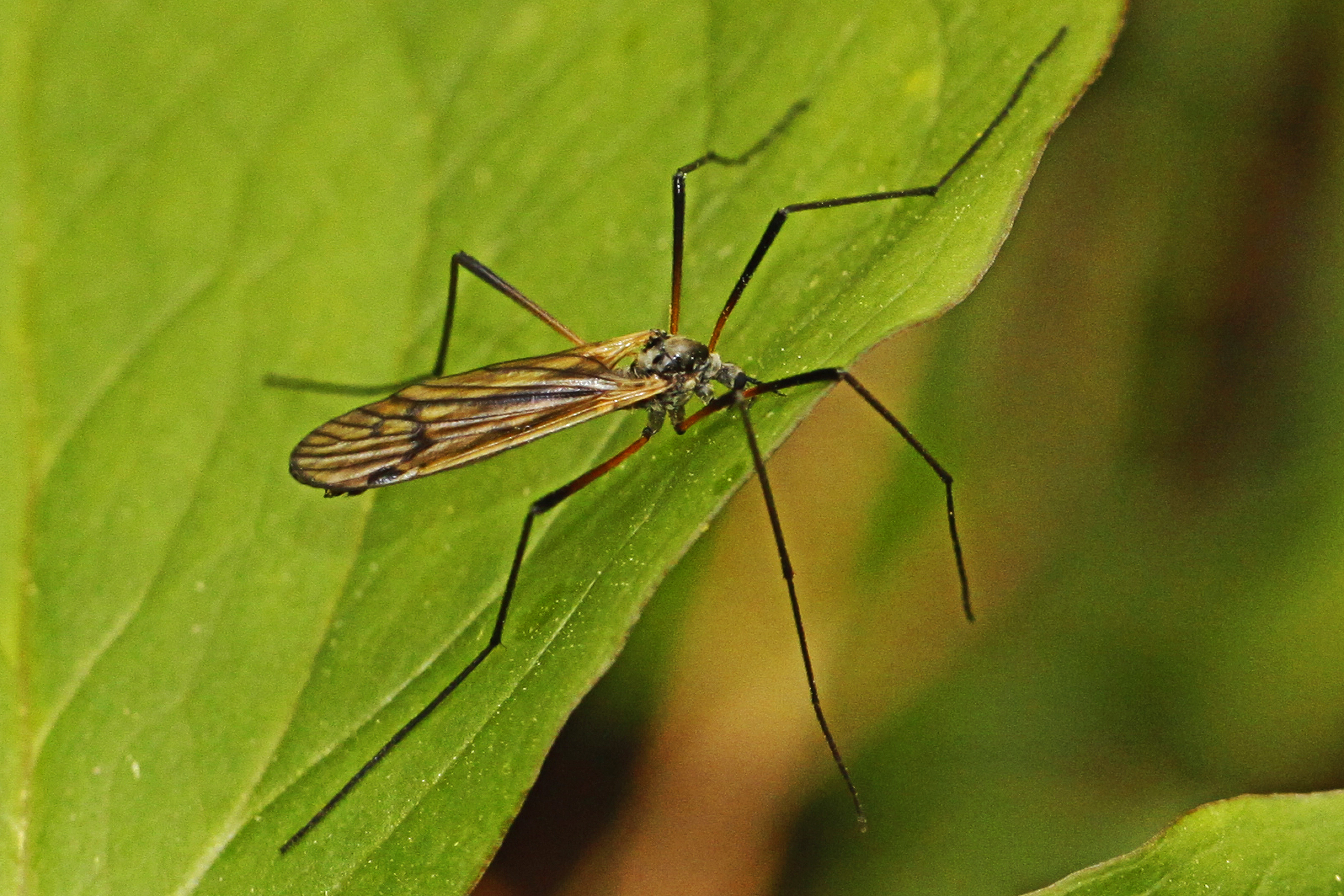
Limnophila rufibasis.
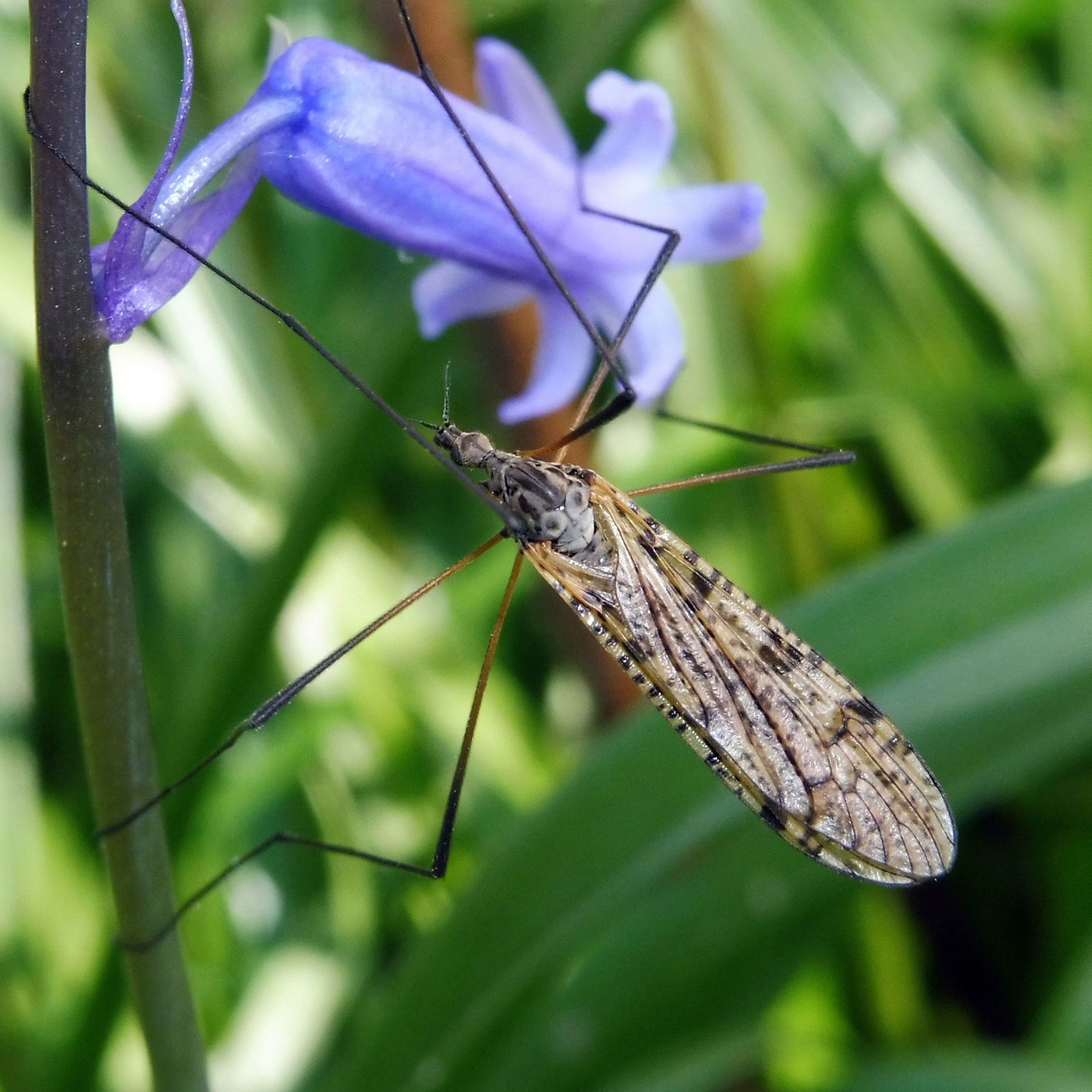
Limnophila schranki.

### Publication originale
- Pierre Justin Marie Macquart, Histoire naturelle des insectes. Diptères, vol. 1, Paris, Roret, 1834, 1-578; pls.1-12.